# Alice Cocea
Alice Cocéa (n. 28 iulie 1899, Sinaia, Prahova, România – d. 2 iulie 1970, Boulogne-Billancourt, Franța) a fost o actriță franceză de teatru și de film de origine română.

## Biografie
Alice Cocea, soră cu Florica, măritată Bressy și cu  jurnalistul comunist N. D. Cocea și mătușa actrițelor Dina Cocea și Tanți Cocea (1909-1990). a fost fiica generalului Dumitru Cocea și a Cleopatrei. Familia Cocea este de origine albaneză, descendenți ai serdarului Gheorghe Cocea..
Alice a urmat inițial cursurile Conservatorului din București între anii 1909 și 1912 la clasa actorului Petre Liciu dar studiile dramatice și le-a absolvit la Paris în 1917, unde se stabilise. Debutul pe scena Teatrului Național din București a avut loc în anul 1909- pe când Alice Cocea nu împlinise încă zece ani-, în rolul Băiețașului din piesa Noaptea Învierii de Adolf de Herz. Debutează în film chiar în 1917,  apoi urmează o carieră teatrală. Din postura de stea a scenei pariziene revine în anii '30 pe marile ecrane. În anul 1934, Alice Cocea își înscenează o tentativă de sinucidere, la Berlin, pentru a crea vâlvă în jurul numelui ei. În perioada celui de-al doilea război mondial, ca nazistă și colaboratoare cu naziștii devine directoarea teatrului „Théâtre des Ambassadeurs” (1940-1944). După  război a fost arestată, lucru care nu o împiedică să apară până în 1950 pe scena pariziană.. După câteva prezențe sporadice în anii '60 în cinematografie, în roluri minore, s-a dedicat picturii.

## Viață personală
A fost căsătorită, din 1926, cu Contele Stanislas de Rochefoucauld, Duce de Bisaccia, de care divorțează în anul 1931. Logodna cu locotenentul Victor Point, strănepotul lui Marcellin Berthelot, se termină în 1932 prin suicidul acestuia după refuzul lui Alice de a se căsători cu el dar, s-a căsătorit cu Roger Capgras, fascist, directorul unui ziar important din timpul ocupației Franței de către Germania.

## Filmografie
- Mon gosse de père ( „Ce copil e tata” ) - 1930
- Delphine - 1931
- Marions nous ( „Să ne căsătorim” ) - 1931
- Atout coeur ( „Din toată inima” ) - 1931
- Nicole et sa vertu ( „Nicole și virtutea ei” ) - 1932
- Le greluchon délicat ( „Amantul delicat” ) - 1934
- Strip-tease - 1963
- La Ronde ( „Cercul dragostei” ) - r. Roger Vadim, 1964